# Сербиненко Андрій Миронович
Андрі́й Миро́нович Сербине́нко (? — 1945) — український громадсько-політичний діяч та кооператор, член Української Центральної Ради.

## Загальні відомості
Андрій Сербиненко був членом Селянської спілки та Української Центральної Ради. Також він входив до складу Київської губернської земської управи, виконавчого комітету Київської губернії.
У 1918 році він з дружиною та двома дітьми Володимиром і Сергієм переїхав з Києва до Парижа.
У 1920-х роках Андрій Сербиненко залишив дружину з дітьми і переїхав до Берліна, де займався кооперацією та був власником книгарні з 1920 року.
Представляв Україну разом з князем Лобановим-Ростовським на кооперативному з'їзді в Лондоні 1921 року.
У 1920 році від Дніпросоюзу за дорученням уряду УНР був одним з організаторів Об'єднання центральних українських кооперативних спілок (ОЦУКС), яке проіснувало до 1923 року. Займався перевезеннями і реалізацією книжок в Україні.

## Твори
- Сербиненко А. Кооперація на селі / А. Сербиненко. — К: [б.в.]; Відень: Вид. Дніпровського Союзу Споживчих Союзів («Дніпросоюз»), 1919. — 32 с.
- Сербиненко А. Українська споживча кооперація і центральний споживчий союз (Дніпропетровський союз споживчих союзів України «Дніпросоюз») / А. Сербиненко. — Відень: Видання «Дніпросоюзу», 1919. — 20 с.
- Serbinenko, A. Die ukrainischen Konsumvereine und deren Zentralverband. — Wien 1919.(нім.)
- Serbinenko, A. Les sociétés coopératives de consommation en Ukraine et leur association centrale. (Union «Dnipro» des sociétés coopératives de consommation ukrainiennes «Dnipro-soïouse»). Vienne, «Dnipro-soïouse», 1919. — 20 p.(фр.)